# Seznam voleb do zastupitelstev obcí v Česku mimo řádný termín (2010–2014)
Seznam voleb do zastupitelstev obcí v Česku mimo řádný termín uvádí přehled všech voleb do obecních zastupitelstev na území České republiky, které se v průběhu funkčního období 2010–2014 nekonaly v termínu řádných voleb.
Mimořádné volby se konají tehdy, pokud správní soud rozhodne o neplatnosti původních voleb (opakované volby), jestliže v původně naplánovaných volbách kandidoval nedostatečný počet osob (dodatečné volby) nebo pokud v průběhu funkčního období klesne počet zastupitelů pod stanovenou hranici či je zastupitelstvo kvůli své nečinnosti rozpuštěno, příp. vznikne-li nová obec (nové volby). V případě zneplatnění jen hlasování, příp. není-li za určitý volební okrsek odevzdán řádný zápis o průběhu voleb, provádí se pouze opakované hlasování. Mimořádné volby vyhlašuje ministr vnitra.
| Obec                                   | Okres               | Kraj            | Datum vyhlášení voleb | Vyhlášeny ve Sbírce zákonů | Typ voleb           | Datum konání voleb |
| -------------------------------------- | ------------------- | --------------- | --------------------- | -------------------------- | ------------------- | ------------------ |
| Libhošť                                | Nový Jičín          | Moravskoslezský | 20. července 2010     | 239/2010 Sb.               | nové volby          | 8. ledna 2011      |
| Krupka volební okrsky č. 5, 8 a 9      | Teplice             | Ústecký         | 30. listopadu 2010    | 353/2010 Sb.               | opakované hlasování | zrušeno            |
| Jirkov volební okrsky č. 7, 8 a 9      | Chomutov            | Ústecký         | 30. listopadu 2010    | 353/2010 Sb.               | opakované hlasování | 8. ledna 2011      |
| Roudnice nad Labem volební okrsek č. 1 | Litoměřice          | Ústecký         | 30. listopadu 2010    | 353/2010 Sb.               | opakované hlasování | 8. ledna 2011      |
| Český Těšín                            | Karviná             | Moravskoslezský | 30. listopadu 2010    | 353/2010 Sb.               | opakované hlasování | 8. ledna 2011      |
| Starý Plzenec                          | Plzeň-město         | Plzeňský        | 30. listopadu 2010    | 353/2010 Sb.               | opakované hlasování | 8. ledna 2011      |
| Kovanec                                | Mladá Boleslav      | Středočeský     | 25. října 2010        | 305/2010 Sb.               | dodatečné volby     | 5. února 2011      |
| Libenice                               | Kolín               | Středočeský     | 25. října 2010        | 305/2010 Sb.               | dodatečné volby     | 5. února 2011      |
| Řitonice                               | Mladá Boleslav      | Středočeský     | 25. října 2010        | 305/2010 Sb.               | dodatečné volby     | 5. února 2011      |
| Zlosyň                                 | Mělník              | Středočeský     | 25. října 2010        | 305/2010 Sb.               | dodatečné volby     | 5. února 2011      |
| Dražovice                              | Klatovy             | Plzeňský        | 25. října 2010        | 305/2010 Sb.               | dodatečné volby     | 5. února 2011      |
| Myslinka                               | Plzeň-sever         | Plzeňský        | 25. října 2010        | 305/2010 Sb.               | dodatečné volby     | 5. února 2011      |
| Nezdice                                | Plzeň-jih           | Plzeňský        | 25. října 2010        | 305/2010 Sb.               | dodatečné volby     | 5. února 2011      |
| Zhoř                                   | Tachov              | Plzeňský        | 25. října 2010        | 305/2010 Sb.               | dodatečné volby     | 5. února 2011      |
| Prameny                                | Cheb                | Karlovarský     | 25. října 2010        | 305/2010 Sb.               | dodatečné volby     | 5. února 2011      |
| Podbořanský Rohozec                    | Louny               | Ústecký         | 25. října 2010        | 305/2010 Sb.               | dodatečné volby     | 5. února 2011      |
| Bohatice                               | Česká Lípa          | Liberecký       | 25. října 2010        | 305/2010 Sb.               | dodatečné volby     | 5. února 2011      |
| Borovnice                              | Rychnov nad Kněžnou | Královéhradecký | 25. října 2010        | 305/2010 Sb.               | dodatečné volby     | 5. února 2011      |
| Chleny                                 | Rychnov nad Kněžnou | Královéhradecký | 25. října 2010        | 305/2010 Sb.               | dodatečné volby     | 5. února 2011      |
| Choteč                                 | Pardubice           | Pardubický      | 25. října 2010        | 305/2010 Sb.               | dodatečné volby     | 5. února 2011      |
| Brumov                                 | Brno-venkov         | Jihomoravský    | 25. října 2010        | 305/2010 Sb.               | dodatečné volby     | 5. února 2011      |
| Horní Kounice                          | Znojmo              | Jihomoravský    | 25. října 2010        | 305/2010 Sb.               | dodatečné volby     | 5. února 2011      |
| Jezernice                              | Přerov              | Olomoucký       | 25. října 2010        | 305/2010 Sb.               | dodatečné volby     | 5. února 2011      |
| Sobíšky                                | Přerov              | Olomoucký       | 25. října 2010        | 305/2010 Sb.               | dodatečné volby     | 5. února 2011      |
| Brtnička                               | Jihlava             | Vysočina        | 19. listopadu 2010    | 328/2010 Sb.               | nové volby          | 9. dubna 2011      |
| Horní Kamenice                         | Domažlice           | Plzeňský        | 19. listopadu 2010    | 329/2010 Sb.               | nové volby          | 9. dubna 2011      |
| Kšice                                  | Tachov              | Plzeňský        | 19. listopadu 2010    | 329/2010 Sb.               | nové volby          | 9. dubna 2011      |
| Bohy                                   | Plzeň-sever         | Plzeňský        | 30. listopadu 2010    | 352/2010 Sb.               | opakované volby     | 9. dubna 2011      |
| Prášily                                | Klatovy             | Plzeňský        | 30. listopadu 2010    | 354/2010 Sb.               | nové volby          | 9. dubna 2011      |
| Mariánské Radčice                      | Most                | Ústecký         | 30. listopadu 2010    | 354/2010 Sb.               | nové volby          | 9. dubna 2011      |
| Hluchov                                | Prostějov           | Olomoucký       | 30. listopadu 2010    | 354/2010 Sb.               | nové volby          | 9. dubna 2011      |
| Litvínovice                            | České Budějovice    | Jihočeský       | 30. listopadu 2010    | 354/2010 Sb.               | nové volby          | 9. dubna 2011      |
| Horní Blatná                           | Karlovy Vary        | Karlovarský     | 19. listopadu 2010    | 355/2010 Sb.               | nové volby          | 9. dubna 2011      |
| Žítková                                | Uherské Hradiště    | Zlínský         | 19. listopadu 2010    | 355/2010 Sb.               | nové volby          | 9. dubna 2011      |
| Kamenná                                | České Budějovice    | Jihočeský       | 6. prosince 2010      | 371/2010 Sb.               | nové volby          | 9. dubna 2011      |
| Všehrdy                                | Chomutov            | Ústecký         | 6. prosince 2010      | 371/2010 Sb.               | nové volby          | 9. dubna 2011      |
| Lahošť                                 | Teplice             | Ústecký         | 6. prosince 2010      | 371/2010 Sb.               | nové volby          | 9. dubna 2011      |
| Nejepín                                | Havlíčkův Brod      | Vysočina        | 6. prosince 2010      | 371/2010 Sb.               | nové volby          | 9. dubna 2011      |
| Hůrky                                  | Rokycany            | Plzeňský        | 7. prosince 2010      | 379/2010 Sb.               | nové volby          | 9. dubna 2011      |
| Milínov                                | Plzeň-jih           | Plzeňský        | 7. prosince 2010      | 379/2010 Sb.               | nové volby          | 9. dubna 2011      |
| Úhlejov                                | Jičín               | Královéhradecký | 9. prosince 2010      | 386/2010 Sb.               | nové volby          | 9. dubna 2011      |
| Nezdice na Šumavě                      | Klatovy             | Plzeňský        | 9. prosince 2010      | 386/2010 Sb.               | nové volby          | 9. dubna 2011      |
| Kunějovice                             | Plzeň-sever         | Plzeňský        | 9. prosince 2010      | 386/2010 Sb.               | nové volby          | 9. dubna 2011      |
| Citonice                               | Znojmo              | Jihomoravský    | 9. prosince 2010      | 386/2010 Sb.               | nové volby          | 9. dubna 2011      |
| Chvalatice                             | Znojmo              | Jihomoravský    | 9. prosince 2010      | 386/2010 Sb.               | nové volby          | 9. dubna 2011      |
| Kolšov                                 | Šumperk             | Olomoucký       | 9. prosince 2010      | 386/2010 Sb.               | nové volby          | 9. dubna 2011      |
| Hošťálkovy                             | Bruntál             | Moravskoslezský | 9. prosince 2010      | 386/2010 Sb.               | nové volby          | 9. dubna 2011      |
| Holedeč                                | Louny               | Ústecký         | 9. prosince 2010      | 386/2010 Sb.               | nové volby          | 9. dubna 2011      |
| Vojkovice                              | Karlovy Vary        | Karlovarský     | 9. prosince 2010      | 386/2010 Sb.               | nové volby          | 9. dubna 2011      |
| Noviny pod Ralskem                     | Česká Lípa          | Liberecký       | 13. prosince 2010     | 404/2010 Sb.               | nové volby          | 9. dubna 2011      |
| Újezd u Chocně                         | Ústí nad Orlicí     | Pardubický      | 13. prosince 2010     | 404/2010 Sb.               | nové volby          | 9. dubna 2011      |
| Branišov                               | České Budějovice    | Jihočeský       | 13. prosince 2010     | 404/2010 Sb.               | nové volby          | 9. dubna 2011      |
| Přehvozdí                              | Kolín               | Středočeský     | 13. prosince 2010     | 404/2010 Sb.               | nové volby          | 9. dubna 2011      |
| Lazníčky                               | Přerov              | Oloumoucký      | 13. prosince 2010     | 404/2010 Sb.               | nové volby          | 9. dubna 2011      |
| Český Jiřetín                          | Most                | Ústecký         | 13. prosince 2010     | 404/2010 Sb.               | nové volby          | 9. dubna 2011      |
| Vrbčany                                | Kolín               | Středočeský     | 13. prosince 2010     | 404/2010 Sb.               | nové volby          | 9. dubna 2011      |
| Blšany u Loun                          | Louny               | Ústecký         | 13. prosince 2010     | 404/2010 Sb.               | nové volby          | 9. dubna 2011      |
| Čelčice                                | Prostějov           | Oloumoucký      | 13. prosince 2010     | 404/2010 Sb.               | nové volby          | 9. dubna 2011      |
| Holotín                                | Pardubice           | Pardubický      | 13. prosince 2010     | 404/2010 Sb.               | nové volby          | 9. dubna 2011      |
| Orlík nad Vltavou                      | Písek               | Jihočeský       | 13. prosince 2010     | 404/2010 Sb.               | nové volby          | 9. dubna 2011      |
| Nebílovy                               | Plzeň-jih           | Plzeňský        | 21. prosince 2010     | 437/2010 Sb.               | nové volby          | 9. dubna 2011      |
| Líšná                                  | Přerov              | Olomoucký       | 21. prosince 2010     | 437/2010 Sb.               | nové volby          | 9. dubna 2011      |
| Nevratice                              | Jičín               | Královéhradecký | 21. prosince 2010     | 437/2010 Sb.               | nové volby          | 9. dubna 2011      |
| Nemile                                 | Šumperk             | Olomoucký       | 27. prosince 2010     | 3/2011 Sb.                 | nové volby          | 9. dubna 2011      |
| Tupadly                                | Mělník              | Středočeský     | 27. prosince 2010     | 3/2011 Sb.                 | nové volby          | 9. dubna 2011      |
| Dobré Pole                             | Břeclav             | Jihomoravský    | 27. prosince 2010     | 4/2011 Sb.                 | nové volby          | 9. dubna 2011      |
| Vítonice                               | Kroměříž            | Zlínský         | 27. prosince 2010     | 4/2011 Sb.                 | nové volby          | 9. dubna 2011      |
| Dolní Lhota                            | Zlín                | Zlínský         | 27. prosince 2010     | 4/2011 Sb.                 | nové volby          | 9. dubna 2011      |
| Vernířovice                            | Šumperk             | Olomoucký       | 27. prosince 2010     | 4/2011 Sb.                 | nové volby          | 9. dubna 2011      |
| Malé Březno                            | Most                | Ústecký         | 27. prosince 2010     | 4/2011 Sb.                 | nové volby          | 9. dubna 2011      |
| Poleň                                  | Klatovy             | Plzeňský        | 27. prosince 2010     | 4/2011 Sb.                 | nové volby          | 9. dubna 2011      |
| Krupka                                 | Teplice             | Ústecký         | 5. dubna 2011         | 102/2011 Sb.               | opakované hlasování | 7. května 2011     |
| Přelovice                              | Pardubice           | Pardubický      | 7. ledna 2011         | 10/2011 Sb.                | nové volby          | 2. července 2011   |
| Lisov                                  | Plzeň-jih           | Plzeňský        | 7. ledna 2011         | 10/2011 Sb.                | nové volby          | 2. července 2011   |
| Sentice                                | Brno-venkov         | Jihomoravský    | 7. ledna 2011         | 10/2011 Sb.                | nové volby          | 2. července 2011   |
| Křešín                                 | Příbram             | Středočeský     | 24. ledna 2011        | 18/2011 Sb.                | nové volby          | 2. července 2011   |
| Malíkovice                             | Kladno              | Středočeský     | 24. ledna 2011        | 18/2011 Sb.                | nové volby          | 2. července 2011   |
| Nové Hutě                              | Prachatice          | Jihočeský       | 24. ledna 2011        | 18/2011 Sb.                | nové volby          | 2. července 2011   |
| Paračov                                | Strakonice          | Jihočeský       | 24. ledna 2011        | 18/2011 Sb.                | nové volby          | 2. července 2011   |
| Věžnice                                | Jihlava             | Vysočina        | 24. ledna 2011        | 18/2011 Sb.                | nové volby          | 2. července 2011   |
| Moravskoslezský Kočov                  | Bruntál             | Moravskoslezský | 24. ledna 2011        | 18/2011 Sb.                | nové volby          | 2. července 2011   |
| Sušice                                 | Uherské Hradiště    | Zlínský         | 31. ledna 2011        | 26/2011 Sb.                | nové volby          | 2. července 2011   |
| Koleč                                  | Kladno              | Středočeský     | 31. ledna 2011        | 26/2011 Sb.                | nové volby          | 2. července 2011   |
| Kanina                                 | Mělník              | Středočeský     | 31. ledna 2011        | 26/2011 Sb.                | nové volby          | 2. července 2011   |
| Skřipel                                | Beroun              | Středočeský     | 31. ledna 2011        | 27/2011 Sb.                | nové volby          | 2. července 2011   |
| Hnačov                                 | Klatovy             | Plzeňský        | 31. ledna 2011        | 27/2011 Sb.                | nové volby          | 2. července 2011   |
| Žákovice                               | Přerov              | Olomoucký       | 31. ledna 2011        | 27/2011 Sb.                | nové volby          | 2. července 2011   |
| Prameny                                | Cheb                | Karlovarský     | 11. února 2011        | 36/2011 Sb.                | dodatečné volby     | 2. července 2011   |
| Řitonice                               | Mladá Boleslav      | Středočeský     | 11. února 2011        | 36/2011 Sb.                | dodatečné volby     | 2. července 2011   |
| Vrbice                                 | Prachatice          | Jihočeský       | 11. února 2011        | 37/2011 Sb.                | nové volby          | 2. července 2011   |
| Zbinohy                                | Jihlava             | Vysočina        | 23. února 2011        | 50/2011 Sb.                | nové volby          | 2. července 2011   |
| Vinaře                                 | Kutná Hora          | Středočeský     | 2. března 2011        | 59/2011 Sb.                | nové volby          | 2. července 2011   |
| Sedlečko u Soběslavě                   | Tábor               | Jihočeský       | 3. března 2011        | 60/2011 Sb.                | nové volby          | 2. července 2011   |
| Třebčice                               | Plzeň-jih           | Plzeňský        | 3. března 2011        | 60/2011 Sb.                | nové volby          | 2. července 2011   |
| Krňany                                 | Benešov             | Středočeský     | 16. března 2011       | 78/2011 Sb.                | nové volby          | 2. července 2011   |
| Třebestovice                           | Nymburk             | Středočeský     | 16. března 2011       | 78/2011 Sb.                | nové volby          | 2. července 2011   |
| Řídeč                                  | Olomouc             | Olomoucký       | 17. března 2011       | 79/2011 Sb.                | nové volby          | 2. července 2011   |
| Krupka                                 | Teplice             | Ústecký         | 29. června 2011       | 197/2011 Sb.               | opakované hlasování | 10. září 2011      |
| Alojzov                                | Prostějov           | Olomoucký       | 14. dubna 2011        | 113/2011 Sb.               | nové volby          | 22. října 2011     |
| Přibice                                | Brno-venkov         | Jihomoravský    | 14. dubna 2011        | 113/2011 Sb.               | nové volby          | 22. října 2011     |
| Kratochvilka                           | Brno-venkov         | Jihomoravský    | 2. května 2011        | 123/2011 Sb.               | nové volby          | 22. října 2011     |
| Kujavy                                 | Nový Jičín          | Moravskoslezský | 16. května 2011       | 144/2011 Sb.               | nové volby          | 22. října 2011     |
| Všehrdy                                | Chomutov            | Ústecký         | 31. května 2011       | 160/2011 Sb.               | nové volby          | 22. října 2011     |
| Kratonohy                              | Hradec Králové      | Královéhradecký | 8. června 2011        | 164/2011 Sb.               | nové volby          | 22. října 2011     |
| Branišov                               | České Budějovice    | Jihočeský       | 8. června 2011        | 164/2011 Sb.               | nové volby          | 22. října 2011     |
| Adamov                                 | Kutná Hora          | Středočeský     | 8. června 2011        | 164/2011 Sb.               | nové volby          | 22. října 2011     |
| Bohy                                   | Plzeň-sever         | Plzeňský        | 8. června 2011        | 165/2011 Sb.               | opakované volby     | 22. října 2011     |
| Počítky                                | Žďár nad Sázavou    | Vysočina        | 10. června 2011       | 166/2011 Sb.               | nové volby          | 22. října 2011     |
| Prášily                                | Klatovy             | Plzeňský        | 29. června 2011       | 196/2011 Sb.               | nové volby          | 22. října 2011     |
| Karlova Studánka                       | Bruntál             | Moravskoslezský | 30. června 2011       | 200/2011 Sb.               | opakované volby     | 22. října 2011     |
| Český Jiřetín                          | Most                | Ústecký         | 13. července 2011     | 217/2011 Sb.               | nové volby          | 22. října 2011     |
| Radkov                                 | Svitavy             | Pardubický      | 22. června 2011       | 227/2011 Sb.               | nové volby          | 10. prosince 2011  |
| Kelčany                                | Hodonín             | Jihomoravský    | 22. června 2011       | 227/2011 Sb.               | nové volby          | 10. prosince 2011  |
| Prameny                                | Cheb                | Karlovarský     | 1. srpna 2011         | 230/2011 Sb.               | dodatečné volby     | 10. prosince 2011  |
| Malé Březno                            | Most                | Ústecký         | 9. srpna 2011         | 235/2011 Sb.               | nové volby          | 10. prosince 2011  |
| Lhůta                                  | Plzeň-město         | Plzeňský        | 9. srpna 2011         | 235/2011 Sb.               | nové volby          | 10. prosince 2011  |
| Krnsko                                 | Mladá Boleslav      | Středočeský     | 15. srpna 2011        | 239/2011 Sb.               | nové volby          | 10. prosince 2011  |
| Valy                                   | Cheb                | Karlovarský     | 16. srpna 2011        | 240/2011 Sb.               | nové volby          | 10. prosince 2011  |
| Bohdašín                               | Rychnov nad Kněžnou | Královéhradecký | 22. srpna 2011        | 266/2011 Sb.               | nové volby          | 10. prosince 2011  |
| Zdobnice                               | Rychnov nad Kněžnou | Královéhradecký | 22. srpna 2011        | 266/2011 Sb.               | nové volby          | 10. prosince 2011  |
| Hřensko                                | Děčín               | Ústecký         | 10. října 2011        | 313/2011 Sb.               | opakované volby     | 28. ledna 2012     |
| Hnačov                                 | Klatovy             | Plzeňský        | 25. října 2011        | 318/2011 Sb.               | nové volby          | 28. ledna 2012     |
| Vodranty                               | Kutná Hora          | Středočeský     | 1. listopadu 2011     | 332/2011 Sb.               | nové volby          | 7. dubna 2012      |
| Čečkovice                              | Havlíčkův Brod      | Vysočina        | 4. listopadu 2011     | 333/2011 Sb.               | nové volby          | 7. dubna 2012      |
| Alojzov                                | Prostějov           | Olomoucký       | 22. listopadu 2011    | 360/2011 Sb.               | nové volby          | 7. dubna 2012      |
| Střížovice                             | Kroměříž            | Zlínský         | 22. prosince 2011     | 7/2012 Sb.                 | nové volby          | 7. dubna 2012      |
| Prameny                                | Cheb                | Karlovarský     | 22. prosince 2011     | 8/2012 Sb.                 | dodatečné volby     | 7. dubna 2012      |
| Čečovice                               | Domažlice           | Plzeňský        | 3. ledna 2012         | 14/2012 Sb.                | nové volby          | 14. července 2012  |
| Řepníky                                | Ústí nad Orlicí     | Pardubický      | 18. ledna 2012        | 31/2012 Sb.                | nové volby          | 14. července 2012  |
| Libkova Voda                           | Pelhřimov           | Vysočina        | 18. ledna 2012        | 31/2012 Sb.                | nové volby          | 14. července 2012  |
| Úlibice                                | Jičín               | Královéhradecký | 31. ledna 2012        | 45/2012 Sb.                | nové volby          | 14. července 2012  |
| Zdobnice                               | Rychnov nad Kněžnou | Královéhradecký | 31. ledna 2012        | 45/2012 Sb.                | nové volby          | 14. července 2012  |
| Otov                                   | Domažlice           | Plzeňský        | 7. února 2012         | 49/2012 Sb.                | nové volby          | 14. července 2012  |
| Kaliště                                | Praha-východ        | Středočeský     | 7. února 2012         | 49/2012 Sb.                | nové volby          | 14. července 2012  |
| Oseček                                 | Nymburk             | Středočeský     | 23. února 2012        | 67/2012 Sb.                | nové volby          | 14. července 2012  |
| Lety                                   | Praha-západ         | Středočeský     | 23. února 2012        | 67/2012 Sb.                | nové volby          | 14. července 2012  |
| Horka II                               | Kutná Hora          | Středočeský     | 28. února 2012        | 68/2012 Sb.                | nové volby          | 14. července 2012  |
| Třebovle                               | Kolín               | Středočeský     | 28. února 2012        | 68/2012 Sb.                | nové volby          | 14. července 2012  |
| Hlupín                                 | Strakonice          | Jihočeský       | 14. března 2012       | 87/2012 Sb.                | nové volby          | 14. července 2012  |
| Schořov                                | Kutná Hora          | Středočeský     | 21. března 2012       | 109/2012 Sb.               | nové volby          | 14. července 2012  |
| Vincencov                              | Prostějov           | Olomoucký       | 4. dubna 2012         | 126/2012 Sb.               | nové volby          | 14. července 2012  |
| Hnačov                                 | Klatovy             | Plzeňský        | 4. dubna 2014         | 127/2012 Sb.               | nové volby          | 14. července 2012  |
| Hrušová                                | Ústí nad Orlicí     | Pardubický      | 23. dubna 2012        | 140/2012 Sb.               | nové volby          | 13. října 2012     |
| Kasalice                               | Pardubice           | Pardubický      | 23. dubna 2012        | 140/2012 Sb.               | nové volby          | 13. října 2012     |
| Újezd u Černé Hory                     | Blansko             | Jihomoravský    | 27. dubna 2012        | 146/2012 Sb.               | nové volby          | 13. října 2012     |
| Luka                                   | Česká Lípa          | Liberecký       | 22. května 2012       | 180/2012 Sb.               | nové volby          | 13. října 2012     |
| Milíře                                 | Tachov              | Plzeňský        | 29. května 2012       | 188/2012 Sb.               | nové volby          | 13. října 2012     |
| Pomezí nad Ohří                        | Cheb                | Karlovarský     | 31. května 2012       | 189/2012 Sb.               | nové volby          | 13. října 2012     |
| Pavlov                                 | Pelhřimov           | Vysočina        | 18. června 2012       | 217/2012 Sb.               | nové volby          | 13. října 2012     |
| Mladecko                               | Opava               | Moravskoslezský | 29. června 2012       | 247/2012 Sb.               | nové volby          | 13. října 2012     |
| Drahkov                                | Plzeň-jih           | Plzeňský        | 29. června 2012       | 248/2012 Sb.               | nové volby          | 13. října 2012     |
| Čečovice                               | Domažlice           | Plzeňský        | 20. července 2012     | 266/2012 Sb.               | dodatečné volby     | 5. ledna 2013      |
| Cehnice                                | Strakonice          | Jihočeský       | 27. července 2012     | 270/2012 Sb.               | nové volby          | 5. ledna 2013      |
| Libenice                               | Kolín               | Středočeský     | 15. srpna 2012        | 280/2012 Sb.               | nové volby          | 5. ledna 2013      |
| Sluštice                               | Praha-východ        | Středočeský     | 24. srpna 2012        | 292/2012 Sb.               | nové volby          | 5. ledna 2013      |
| Študlov                                | Vsetín              | Zlínský         | 24. srpna 2012        | 292/2012 Sb.               | nové volby          | 5. ledna 2013      |
| Krhová                                 | Vsetín              | Zlínský         | 27. srpna 2012        | 293/2012 Sb.               | nové volby          | 5. ledna 2013      |
| Poličná                                | Vsetín              | Zlínský         | 27. srpna 2012        | 293/2012 Sb.               | nové volby          | 5. ledna 2013      |
| Panenské Břežany                       | Praha-východ        | Středočeský     | 27. srpna 2012        | 293/2012 Sb.               | nové volby          | 5. ledna 2013      |
| Lačnov                                 | Vsetín              | Zlínský         | 25. září 2012         | 320/2012 Sb.               | nové volby          | 5. ledna 2013      |
| Barchovice                             | Kolín               | Středočeský     | 11. října 2012        | 349/2012 Sb.               | nové volby          | 13. dubna 2013     |
| Hnačov                                 | Klatovy             | Plzeňský        | 18. října 2012        | 358/2012 Sb.               | nové volby          | 13. dubna 2013     |
| Strenice                               | Mladá Boleslav      | Středočeský     | 23. října 2012        | 362/2012 Sb.               | nové volby          | 13. dubna 2013     |
| Choteč                                 | Jičín               | Královéhradecký | 15. listopadu 2012    | 414/2012 Sb.               | nové volby          | 13. dubna 2013     |
| Újezd nade Mží                         | Plzeň-sever         | Plzeňský        | 30. listopadu 2012    | 443/2012 Sb.               | nové volby          | 13. dubna 2013     |
| Nové Lublice                           | Opava               | Moravskoslezský | 21. prosince 2012     | 7/2013 Sb.                 | nové volby          | 13. dubna 2013     |
| Zdobnice                               | Rychnov nad Kněžnou | Královéhradecký | 22. ledna 2013        | 19/2013 Sb.                | nové volby          | 20. července 2013  |
| Borová                                 | Náchod              | Královéhradecký | 22. ledna 2013        | 19/2013 Sb.                | nové volby          | 20. července 2013  |
| Branišovice                            | Brno-venkov         | Jihomoravský    | 22. ledna 2013        | 19/2013 Sb.                | nové volby          | 20. července 2013  |
| Chomle                                 | Rokycany            | Plzeňský        | 22. ledna 2013        | 19/2013 Sb.                | nové volby          | 20. července 2013  |
| Maňovice                               | Klatovy             | Plzeňský        | 22. ledna 2013        | 20/2013 Sb.                | nové volby          | 20. července 2013  |
| Vrbice                                 | Karlovy Vary        | Karlovarský     | 30. ledna 2013        | 31/2013 Sb.                | nové volby          | 20. července 2013  |
| Český Šternberk                        | Benešov             | Středočeský     | 12. února 2013        | 41/2013 Sb.                | nové volby          | 20. července 2013  |
| Oleško                                 | Litoměřice          | Ústecký         | 26. února 2013        | 53/2013 Sb.                | nové volby          | 20. července 2013  |
| Javor                                  | Klatovy             | Plzeňský        | 26. února 2013        | 54/2013 Sb.                | nové volby          | 20. července 2013  |
| Bačetín                                | Rychnov nad Kněžnou | Královéhradecký | 5. března 2013        | 65/2013 Sb.                | nové volby          | 20. července 2013  |
| Hejná                                  | Klatovy             | Plzeňský        | 15. března 2013       | 77/2013 Sb.                | nové volby          | 20. července 2013  |
| Černolice                              | Praha-západ         | Středočeský     | 3. dubna 2013         | 94/2013 Sb.                | nové volby          | 20. července 2013  |
| Okřínek                                | Nymburk             | Středočeský     | 13. května 2013       | 123/2013 Sb.               | nové volby          | 23. listopadu 2013 |
| Staňkovice                             | Litoměřice          | Ústecký         | 27. května 2013       | 138/2013 Sb.               | nové volby          | 23. listopadu 2013 |
| Barchovice                             | Kolín               | Středočeský     | 19. června 2013       | 174/2013 Sb.               | nové volby          | 23. listopadu 2013 |
| Stošíkovice na Louce                   | Znojmo              | Jihomoravský    | 19. června 2013       | 175/2013 Sb.               | nové volby          | 23. listopadu 2013 |
| Slunečná                               | Česká Lípa          | Liberecký       | 22. července 2013     | 222/2013 Sb.               | nové volby          | 23. listopadu 2013 |
| Záluží                                 | Litoměřice          | Ústecký         | 11. září 2013         | 291/2013 Sb.               | nové volby          | 15. března 2014    |
| Líšná                                  | Přerov              | Olomoucký       | 11. září 2013         | 291/2013 Sb.               | nové volby          | 15. března 2014    |
| Kunětice                               | Pardubice           | Pardubický      | 23. září 2013         | 321/2013 Sb.               | nové volby          | 15. března 2014    |
| Mačkov                                 | Strakonice          | Jihočeský       | 23. září 2013         | 321/2013 Sb.               | nové volby          | 15. března 2014    |
| Smrček                                 | Chrudim             | Pardubický      | 22. října 2013        | 347/2013 Sb.               | nové volby          | 15. března 2014    |
| Myštěves                               | Hradec Králové      | Královéhradecký | 29. listopadu 2013    | 405/2013 Sb.               | nové volby          | 15. března 2014    |
| Slavníč                                | Havlíčkův Brod      | Vysočina        | 10. prosince 2013     | 411/2013 Sb.               | nové volby          | 15. března 2014    |